# In-groep en uit-groep

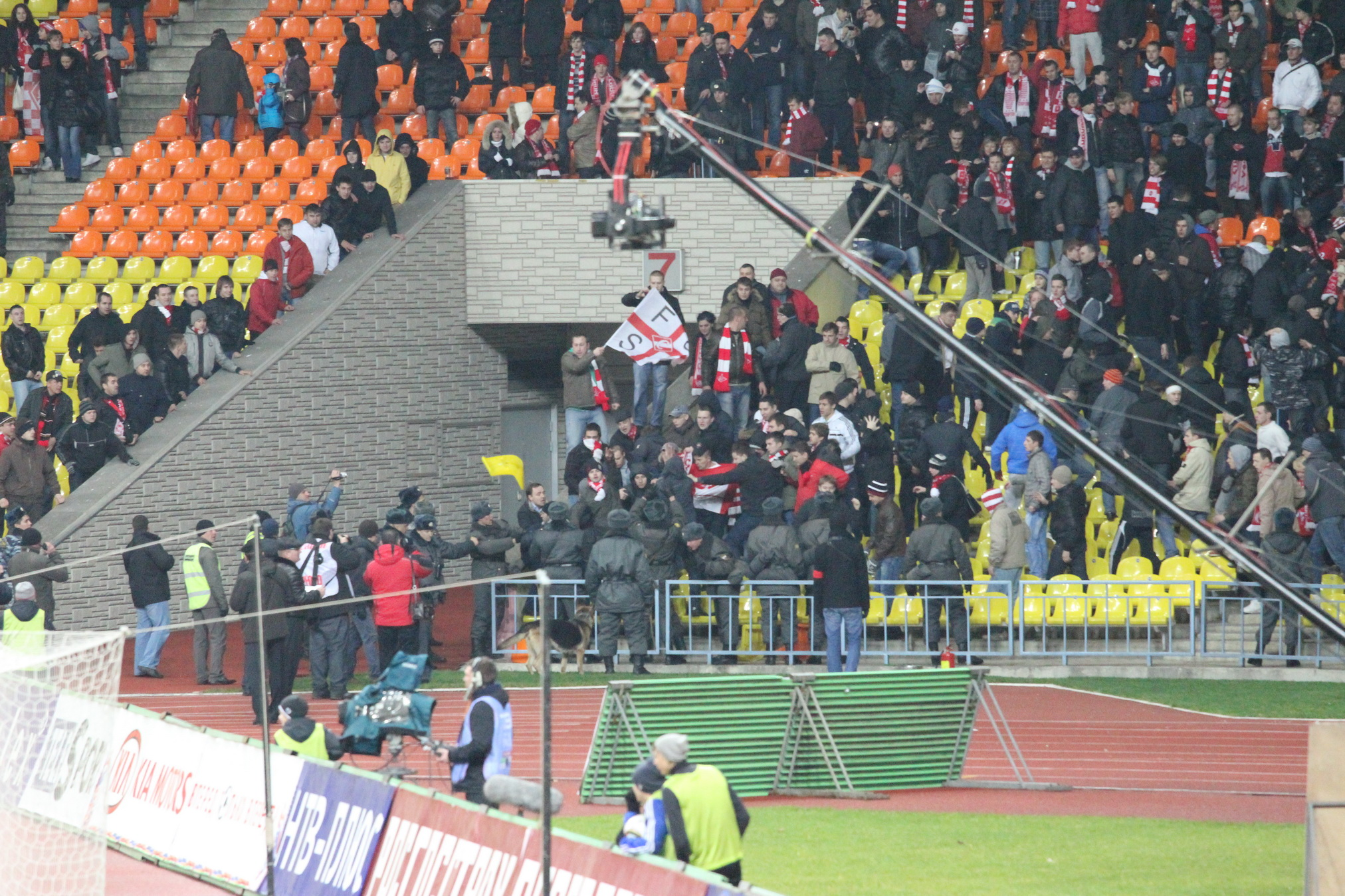
Voetbalrellen zijn een gewelddadig treffen van twee groepen, die zich in dit geval identificeren met verschillende voetbalclubs.

In de sociologie en de sociale psychologie is een in-groep een sociale groep met wie een persoon zich identificeert als lid; oftewel waaraan iemand een sociale identiteit ontleent. De uit-groep is het tegengestelde: de groep met wie iemand zich niet identificeert. Mensen identificeren zich bijvoorbeeld met andere mensen van dezelfde cultuur, geslacht, club, geaardheid, religie, woonplaats, bedrijf, enzovoort. Sociale groepen kunnen geassocieerd worden met een zeer uiteenlopend aantal eigenschappen.
De begrippen 'in-groep' en 'uit-groep' zijn populair gemaakt door de in Polen geboren Britse sociaal-psycholoog Henri Tajfel en zijn collega's. Zij ontdekten dat mensen in enkele minuten een in-groep kunnen vormen en dat dergelijke groepen gevormd kunnen worden op basis van schijnbaar triviale zaken, zoals de voorkeur voor bepaalde schilderijen.
Oxytocine speelt een belangrijke rol bij de hechting van opvoeder en kind, en wordt daarom ook wel het knuffelhormoon genoemd. Binnen de in-groep bevordert oxytocine altruïsme en binding, maar richting uit-groepen kan het agressief gedrag in de hand werken, vooral als deze groepen als bedreigend worden ervaren.

## Gerelateerde fenomenen
De psychologische categorisatie van mensen in in-groepen en uit-groepen kan veel gevolgen hebben:
- Onder bepaalde voorwaarden zullen mensen een voorkeur hebben voor leden van de in-groep boven de uit-groep, of iedereen buiten de in-groep.
- Discriminatie tussen leden van de in-groep en die van de uit-groep kan tot gevolg hebben dat leden van de uit-groep als een bedreiging worden gezien. Dat is zeker het geval als de doelstellingen van de uit-groep worden beschouwd als verhindering van de doelstellingen van de in-groep.
- Een sociale groep kan groepsdruk uitoefenen op de leden. Leden kunnen de neiging hebben om hun standpunten aan te passen aan de sociale normen van die groep.
- Door deze groepsdruk kan het gedrag van de groep extremer zijn dan wat het gedrag van individuele leden anders zou zijn geweest.
- Door de gedeelde belangen, voorkeuren of eigenschappen, kan er homogenisatie optreden. Of het kan gebeuren dat men de eigen groep als heterogeen ervaart maar de uit-groep als homogeen.

## Vermoedelijke rol in de menselijke evolutie
In de Evolutionaire psychologie wordt het groepsvormingsgedrag beschouwd als een gevolg van de voordelen van samenwerken in een groep.